# أغاف سالمي
أغاف سالمي (الاسم العلمي:Agave salmiana) هو نوع من النباتات يتبع جنس الأغاف من الفصيلة الهليونية.
سمي هذا النوع نسبةً إلى عالم النبات الألماني جوزيف زو سالم رايفرشايت دايك.